# 德國金融時報
《德國金融時報》（Financial Times Deutschland）是德語版的《金融時報》，總部位於德國漢堡，於2000年由德國的傳媒大享貝塔斯曼和英國的培生集團創辦，但自創刊以來連年虧蝕，2008年培生集團更退出《德國金融時報》，由貝塔斯曼獨自經營。至2012年《德國金融時報》共虧損接近250百萬歐羅，《德國金融時報》最終於2012年12月7日結束營運。